# Єжи Туманішвілі
Єжи Туманішвілі (груз. გიორგი თუმანიშვილი; пол. Jerzy Tumaniszwili) (21 червня 1916 — 9 грудня 2010) — польський флотоводець грузинського аристократичного походження. Ветеран Другої світової війни, який згодом емігрував  до Сполучених Штатів. 2008 року від уряду Польщі він отримав звання контрадмірала.
Єжи Туманішвілі народився 1916 року в Москві. Його батько князь Павло Туманов (Туманішвілі, 1872—1935) в останні роки Російської імперії служив предводителем дворянства Грузії. Мати, Ядвіга Шишко, була донькою польського генерала Цезарія Шишка, коменданта в Житомирі. Після російської революції 1917 року родина переїхала до Грузії, звідки вони втекли 1921 року після захоплення країни більшовиками. Зрештою родина оселилася у Варшаві, де з 1924 по 1930 рік Павло Туманов очолював місцевий грузинський емігрантський комітет.
1935 року за рекомендацією генерала Александра Закаріадзе, грузина на польській службі, Єжи Туманішвілі був зарахований до Польської військово-морської академії. 1938 року Туманішвілі отримав звання другого лейтенанта польського флоту. Під час Другої світової війни служив офіцером-артилеристом на ОРП Бурза, ОРП Ураган, ОРП Краков'як, ОРП Піорун. Він брав участь у різноманітних бойових місіях, зокрема Норвезьку кампанію, облозі Кале, Битві за Атлантику, бойові дії в Біскайській затоці та операції «Нуптун». 1942 року під час бою з ворожими торпедними катерами його було поранено. У 1944 році Туманішвілі отримав звання капітана польського флоту.
У 1950 році Туманішвілі виїхав з комуністичної Польщі до Сполучених Штатів, де керував підприємством з виробництва одноразових голок. Він також писав для місцевої польської преси та брав участь в емігрантських польських організаціях, зокрема в Інституті Америки Юзефа Пілсудського в Нью-Йорку. У 1990 році президент Польщі у вигнанні Ришард Качоровський надав йому звання капітана-лейтенанта. У 2008 році від президента Леха Качинського він отримав почесне звання контрадмірала. Єжи Туманішвілі нагороджений орденами Virtuti Militari, Polonia Restituta та іншими відзнаками. Туманішвілі помер 2010 року у Флориді у 93-річному віці.